# بيدرو كاموس
بيدرو كاموس (بالإسبانية: Pedro Camus)‏ هو لاعب كرة قدم إسباني في مركز الدفاع، ولد في 13 يوليو 1955 في شنت أندر في إسبانيا. لعب مع راسينغ سانتاندير وريال سرقسطة ونادي تينيريفي.

## وصلات خارجية
- بيدرو كاموس على موقع الاتحاد الدولي (مؤرشف)  (الإنجليزية)
- بيدرو كاموس على موقع قاعدة بيانات كرة القدم.إي يو (الإنجليزية)
- بيدرو كاموس على موقع أوليمبيديا (الإنجليزية)